# Айдынджык (Йозгат)
Айдынджы́к (тур. Aydıncık) — город и район в центральной части Турции, на территории провинции Йозгат.

## Географическое положение

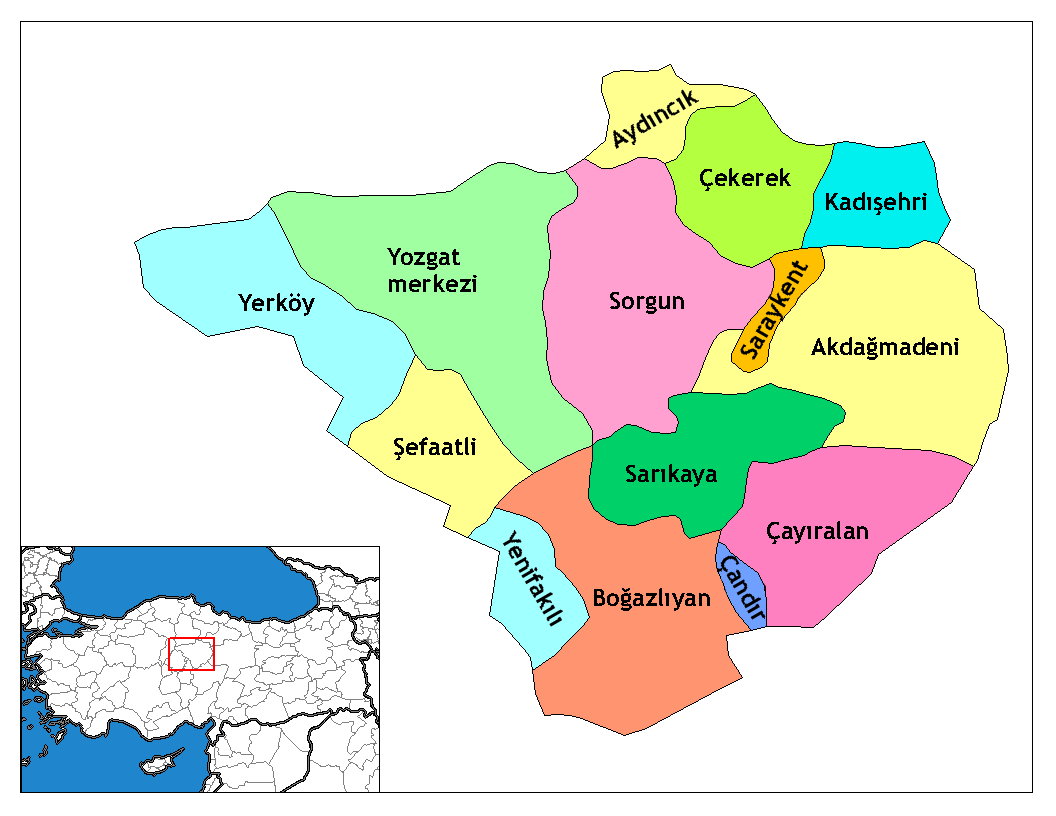
Район Айдынджык на административной карте ила Йозгат

Город расположен в северной части ила, на расстоянии приблизительно 50 километров к северо-востоку от города Йозгат, административного центра провинции. Абсолютная высота — 1210 метров над уровнем моря.

Площадь района составляет 374 км².

## Население
По данным Института статистики Турции, численность населения Айдынджыка в 2012 году составляла 2494 человек, из которых мужчины составляли 50,1 %, женщины — соответственно 49,9 %.
Динамика численности населения города по годам:
| 1990 | 1997 | 2000 | 2007 | 2012 |
| ---- | ---- | ---- | ---- | ---- |
| 5734 | 6341 | 6437 | 2766 | 2494 |

## Транспорт
Ближайший аэропорт расположен в городе Мерзифон.